# Charaxes ablutus
Charaxes ablutus är en fjärilsart som beskrevs av Schultze 1914. Charaxes ablutus ingår i släktet Charaxes och familjen praktfjärilar. Inga underarter finns listade i Catalogue of Life.